# Andrea Sussi
Andrea Sussi est un footballeur italien né le 23 octobre 1973 à Florence. Il évolue au poste de défenseur.
Il a joué en Serie A, en Serie B, en Serie C1, et même en Serie C2. Il a notamment disputé 86 matchs de Serie A et 187 matchs de Serie B.
Au cours de sa longue carrière il a joué dans une quinzaine de clubs différents, tous étant des clubs italiens.

## Carrière
- 1991-1993 : AC Arezzo  Italie (Serie C1)
- 1993-1995 : AC Cesena  Italie (48 matchs, 1 but en Serie B)
- 1995-nov. 1996 : SPAL Ferrara  Italie (Serie C1)
- nov. 1997-1998 : Ascoli Calcio 1898  Italie (Serie C1)
- 1998 : Perugia  Italie (1 match en Serie A)
- 1998-1999 : Reggina Calcio  Italie (30 matchs, 1 but en Serie B)
- 1999-janv. 2000 : Perugia  Italie (7 matchs en Serie A)
- janv. 2000 : Salernitana Sport  Italie (21 matchs en Serie B)
- 2000-2001 : Genoa CFC  Italie (16 matchs en Serie B)
- 2001-2002 : Brescia  Italie (30 matchs, 1 but en Serie A)
- 2002-2003 : Ternana  Italie (28 matchs en Serie B)
- 2003 : Ancona Calcio  Italie (4 matchs en Serie A)
- janv. 2004-2005 : Bologne FC  Italie (44 matchs, 1 but en Serie A)
- 2005-2006 : US Catanzaro  Italie (21 matchs en Serie B)
- 2006 : US Avellino  Italie (17 matchs en Serie B)
- 2006 : Perugia  Italie (Serie C1)
- 2007 : AC Arezzo  Italie (6 matchs en Serie B)
- 2007-2008 : Olbia Calcio  Italie (Serie C2)